# Nowe Hołowczyce
Nowe Hołowczyce – wieś sołecka w Polsce położona w województwie mazowieckim, w powiecie łosickim, w gminie Sarnaki.
Miejscowość leży przy drodze wojewódzkiej nr 811 łączącej Białą Podlaską z Sarnakami.
W latach 1975–1998 miejscowość administracyjnie należała do województwa bialskopodlaskiego.
Wieś powstała po regulacji (urządzaniu) poprzedzającej oczynszowanie w dobrach rządowych w II połowie lat 40. XIX w., wzdłuż drogi do Horoszek jako Nowe Hołowczyce (Dębiny), a najstarszą część Hołowczyc odtąd nazwano Starymi Hołowczycami.
We wsi znajdują się ciekawe elementy budownictwa ludowego. Zachowało się sporo drewnianych domów, dwa budynki byłych szkół, z pocz. XX w. i z poł. XX w.,  koźlak, przeniesiony w 1905 z Niemirowa. Przy skrzyżowaniu stoi kapliczka, a w jej sąsiedztwie nagrobek partyzanta Czesława Łukaszuka, ps. „Bomba” (34 pp. AK OP „Zenona”), zastrzelonego przez Niemców 26 maja 1944.